# Par (golf)

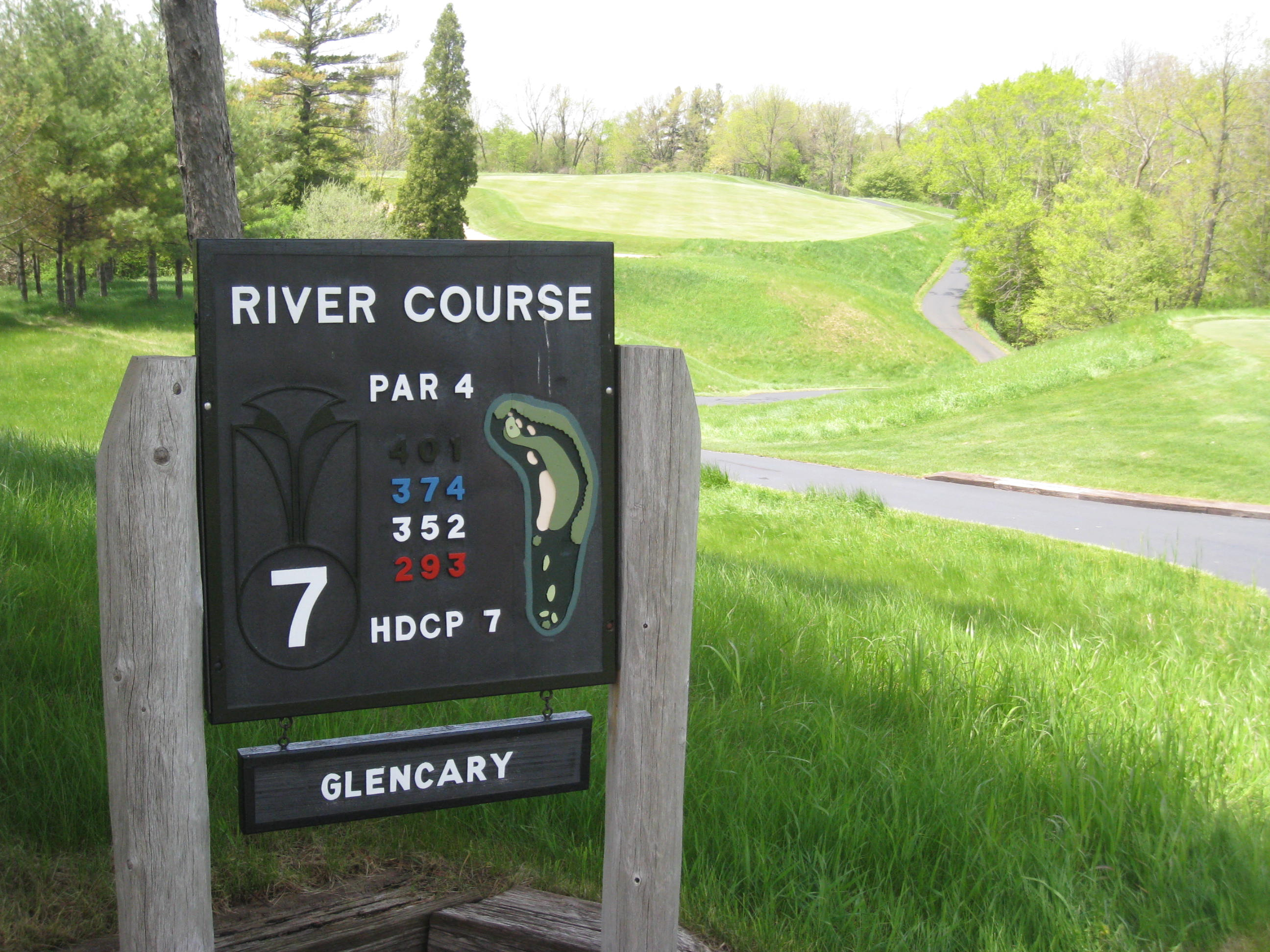
Un letrero en The River Course en Blackwolf Run en Kohler, Wisconsin, que indica que el séptimo hoyo que se está jugando es un par cuatro.

En golf, el par es el número predeterminado de golpes que un golfista competente (scratch o hándicap cero)  debe necesitar para completar un hoyo, una ronda (la suma de los pares de los hoyos jugados) o un torneo (la suma de los pares de cada ronda). A efectos de puntuación, el número de golpes de un golfista se compara con la puntuación par para determinar en qué medida el golfista estaba "sobre el par", "bajo el par" o "par o igual al par".
A los hoyos se les suelen asignar valores de par entre tres y cinco según la distancia desde el lugar de salida hasta el green y, en ocasiones, otros factores como el terreno y los obstáculos. Un campo de golf típico de 18 hoyos tendrá un par total de alrededor de 72, y un campo de 9 hoyos par 3 (donde todos los hoyos están clasificados como par 3) tendrá un par total de 27.

## Determinación del par
El par está determinado principalmente por la longitud de juego de cada hoyo desde el lugar de salida hasta el green. A los hoyos se les suelen asignar valores nominales entre tres y cinco, lo que incluye un número reglamentario de golpes para llegar al green en función de la distancia promedio que un golfista competente golpea la bola, y dos putts. En ocasiones, se tienen en cuenta otros factores además de la distancia al establecer el par de un hoyo, tales como altitud, terreno y obstáculos que hacen que un hoyo se juegue más o menos que su distancia medida; por ejemplo, si la ruta es significativamente cuesta arriba o cuesta abajo, o requiere jugar un golpe para terminar antes de llegar a una masa de agua antes de pasar por encima de ella.

## Puntuaciones
Las puntuaciones de cada hoyo se informan de la misma manera que se dan las puntuaciones de los campos. Comúnmente se dan nombres a las puntuaciones de los hoyos en relación con el par.

### Par
Una puntuación de hoyo igual al par del hoyo se denomina simplemente par. Se cree que el término se originó en la bolsa de valores, donde se utilizaba para describir el valor esperado de las acciones. La transición al golf la realizó el escritor A. H. Doleman antes del Open Championship de Prestwick en 1870, cuando informó lo que David Strath y James Anderson habían descrito como la puntuación resultante del "juego perfecto".

### Bogey
Una puntuación de un golpe más que el par (+1) para un hoyo se conoce como bogey, por ejemplo, 4 golpes para completar un hoyo de par 3 o 6 golpes en un hoyo de par 5.
El significado original de bogey en golf era el número de golpes que un buen golfista debía dar en cada hoyo, y se empezó a usar por primera vez en el club de golf de Great Yarmouth en Inglaterra alrededor de 1890, basándose en la frase bogey man y en una canción popular de estilo music hall "Hush, Hush, Hush, Here Comes the Bogeyman".  Los jugadores competían contra el coronel Bogey, un jugador imaginario, que marcaba un número predeterminado de golpes en cada hoyo. El ganador de la competición fue el jugador que obtuvo la mejor puntuación en el partido contra el coronel Bogey. El término apareció impreso en la edición del 28 de noviembre de 1891 de The Field, en relación con las competiciones celebradas en el United Services Golf Club de Gosport. El término dio título a una melodía de marcha británica de 1914, la Marcha del coronel Bogey. A medida que el golf se volvía emás estandarizado en los Estados Unidos, las puntuaciones de par se hicieron más estrictas y los golfistas recreativos se encontraron con puntuaciones por encima del par, y el bogey cambió de significado a uno sobre par.
Las puntuaciones superiores a un golpe más que el par en un hoyo se conocen como doble bogey (dos golpes más que el par, +2), triple bogey (tres golpes más que el par, +3), etc. Para puntuaciones de hoyos más altas, es más corriente que se haga referencia a ellos por el número de golpes, o golpes relativos al par, en lugar de como un " n-tuple bogey".
Se considera un logro completar una ronda sin un bogey. Completar cuatro rondas sin bogeys en un torneo profesional es poco común. Algunos ejemplos son Lee Trevino en el Abierto de Nueva Orleans de 1974; David J. Russell en el Abierto de Lyon V33 de 1992; Jesper Parnevik en el Volvo Scandinavian Masters de 1995; Manuel Piñero en el GIN Monte Carlo Invitational 2002; Diana Luna en el Abierto de Alemania femenino UniCredit 2011; y Jonas Blixt y Cameron Smith en el Clásico de Zúrich de Nueva Orleans de 2017 (un evento por equipos). Cada uno de ellos ganó el torneo excepto Piñero, que finalizó tercero.

### Birdie
Una puntuación de un hoyo de un golpe menos que el par (uno bajo par, −1) se conoce como birdie, por ejemplo, 2 golpes para completar un hoyo de par 3 o 4 golpes en un hoyo de par 5. Esta expresión fue acuñada en 1899, en el Atlantic City Country Club de Northfield, Nueva Jersey. Según una historia que se ha transmitido, un día de 1899, tres golfistas, George Crump (quien más tarde construyó el Pine Valley Golf Club, a unas 45 millas de distancia), William Poultney Smith (miembro fundador de Pine Valley) y su hermano Ab Smith, estaban jugando juntos cuando Crump hizo su segundo tiro a sólo unos centímetros de la copa en un hoyo de par cuatro después de que su primer tiro golpeara a un pájaro en vuelo. Al mismo tiempo, los hermanos Smith exclamaron que el disparo de Crump era "un pájaro". El putter de Crump lo dejó uno bajo par en el hoyo y, a partir de ese día, los tres se refirieron a esa puntuación como un "birdie". En poco tiempo, todos los miembros del club comenzaron a utilizar el término. Como el Atlantic City Country Club, al ser un centro turístico, tenía muchos visitantes de fuera de la ciudad, la expresión se extendió y llamó la atención de todos los golfistas estadounidenses.
La ronda perfecta (puntuación de 54 en un campo de par 72) se describe más comúnmente como anotar un birdie en los 18 hoyos, pero ningún jugador ha registrado nunca una ronda perfecta en un torneo profesional. Durante el RBC Canadian Open de 2009, Mark Calcavecchia anotó nueve birdies consecutivos en la segunda ronda, rompiendo el récord del PGA Tour.

### Eagle
Una puntuación de hoyo de dos golpes menos que el par (dos bajo par, −2) se conoce como eagle, por ejemplo, 2 golpes para completar un hoyo de par 4 o 3 golpes en un hoyo de par 5. El nombre "eagle" (águila) se emplea para representar una mejor puntuación que un birdie debido a que es un ave más grande. Un eagle suele ocurrir cuando un golfista golpea la bola lo suficientemente lejos como para llegar al green con menos golpes de los esperados. Ocurre con mayor frecuencia en pares 5, pero puede ocurrir en pares 4 cortos. Un hoyo en uno en un hoyo par 3 también resulta en un eagle.

### Albatross
Una puntuación de hoyo de tres golpes menos que el par (tres bajo par, -3) se conoce como albatross (así en los EE. UU. o albatros en Inglaterra, siendo el albatros una de las aves más grandes); también llamado doble eagle en Estados Unidos, por ejemplo, 2 golpes para completar un hoyo par 5. Es una puntuación extremadamente rara y ocurre con más frecuencia en pares 5 con un fuerte drive y un golpe de aproximación al hoyo. Los hoyos en uno en hoyos de par cuatro (generalmente cortos) también son albatross. El primer albatross famoso fue creado por Gene Sarazen en 1935 en el hoyo 15 del Augusta National Golf Club durante la ronda final del Torneo de Maestros. Eso lo puso empatado en el primer lugar y forzó un desempate, que ganó al día siguiente.
Entre 1970 y 2003 se registraron 84 albatross (con un promedio de aproximadamente 2,5 por año) en el PGA Tour.
Los albatross recientes y muy publicitados incluyen los de Joey Sindelar en el Campeonato de la PGA de 2006, sólo el tercero en la historia de esa competición; Miguel Ángel Jiménez mientras defendía su título del Campeonato Británico de la PGA en 2009; Paul Lawrie en la ronda final del Campeonato Abierto de 2009; Shaun Micheel en el último día del US Open 2010, sólo el segundo en esa competición; Pádraig Harrington en el Campeonato WGC-HSBC 2010; Louis Oosthuizen en el último día del Torneo Masters 2012, el cuarto en la historia de esa competición, el primero en ser televisado y el primero en el segundo hoyo par 5 de Augusta; Rafael Cabrera-Bello en el Players Championship 2017 ; y Brooks Koepka en el Players Championship 2018; Richard Bland, golfista inglés, firmó un albatros en el hoyo 16, par cinco, del LIV Golf Mexico City, en el Club de Golf Chapultepec de México, el sábado 26 de abril de 2025.

### Cóndor
Cóndor es un nombre oficioso para una puntuación de hoyo de cuatro golpes menos que el par (cuatro bajo par, -4). Al cóndor también se le conoce como doble albatross o triple eagle. Esta es la puntuación de hoyo individual más baja jamás obtenida, en relación con el par. Un cóndor sería un hoyo en uno en un par 5 (normalmente cortando una esquina con forma de dogleg), dos en un par 6, o tres en un par 7 (se desconoce si ha sido logrado). Los pares 6 son excepcionalmente raros, al igual que los pares 7.
Hasta mayo de 2023, se había registrado un cóndor solo cinco veces en un par 5, una vez, al parecer en un recorrido recto (un récord de 473 m, ayudado por el aire enrarecido a gran altitud de Denver) y otro se habría logrado con un palo de hierro 3 (en 1995 en un hoyo par 5 en forma de herradura). En diciembre de 2020, se registró un cóndor en un par 6 en el hoyo 18 del campo de golf Lake Chabot en Oakland. Nunca se ha conseguido un cóndor durante un torneo profesional.

## Marcador
Los golfistas suelen ser responsables de registrar sus propias puntuaciones en una tarjeta de puntuación y podrían ser penalizados o descalificados de una competición si presentan una puntuación inexacta. Las tarjetas comparten generalmente información básica sobre el campo, incluida la calificación del campo, la calificación de la pendiente y las calificaciones de par y hándicap de cada hoyo, así como las estadísticas de los diferentes conjuntos de marcadores de salida codificados por colores que indican diferentes opciones de yardas para el hoyo. Por lo general tendrá asimismo columnas que enumeran los totales generales de los primeros hoyos "nueve delanteros/exteriores", los últimos hoyos "nueve posteriores/interiores" y todo el campo de 18 hoyos.